# 予弁法
予弁法（よべんほう、Prolepsis, プロレープシス、プロレプシス）には、以下のように色々な意味がある。語源はギリシア語のπρόληψις, prolambanein（先取りすること）。

## 修辞学の予弁法
修辞学では、予弁法は未来の出来事を先んじて言及する修辞技法のことをいう。たとえば、実際にはまだ死んでいないが死にかけている登場人物を「死人」と表現することである。映画のような言葉を用いないメディアでも同じ技法（未来の場面をフラッシュ・インサートする）が使われるが、その場合はフラッシュ・フォワード（Flashforward）と呼ばれる。
一方で、異議の予想という意味もある。たとえば話し手が「ああ」と言い、聞き手が「だがそれは不可能だ!」と言うに違いない時、話し手は聞き手の異議を予想して、聞き手がそれを言う前に、自ら先んじて「ああ、だがそれは不可能だ!」ということである。つまり自分の意見に即座に自分で異議を唱える修辞技法である。この技法はより正確にいえばProcatalepsisと呼ばれる。

## 文法の予弁法
統語論の構成単位の中のある要素を、論理的に対応するであろう場所の前に置く構文である。たとえば、「That noise, I just heard it again（その物音、私はちょうどそれをまた聞いた）」で、「That noise」は文法的には「it」の位置にあるのがふさわしい。

## 哲学のプロレプシス
古代の認識論（とくにエピクロスやストア派の）では、「プロレープシス（プロレプシス）」はいわゆる「予想、先取り」を意味する哲学的概念として使われる。たとえば、世界の真の知識に繋がることができる前理論的な概念、などである。